# Мата-Моришка
Мата-Моришка (порт. Mata Mourisca) — район (фрегезия) в Португалии, входит в округ Лейрия. Является составной частью муниципалитета Помбал. По старому административному делению входил в провинцию Бейра-Литорал. Входит в экономико-статистический субрегион Пиньял-Литорал, который входит в Центральный регион. Население составляет 1942 человека на 2001 год. Занимает площадь 24,78 км².